# Cornu (instrument)

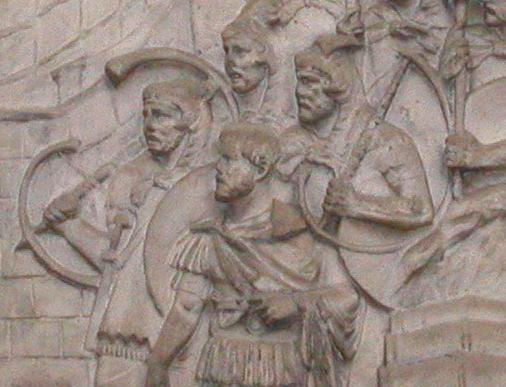
Cornicen a la columna de Trajà.

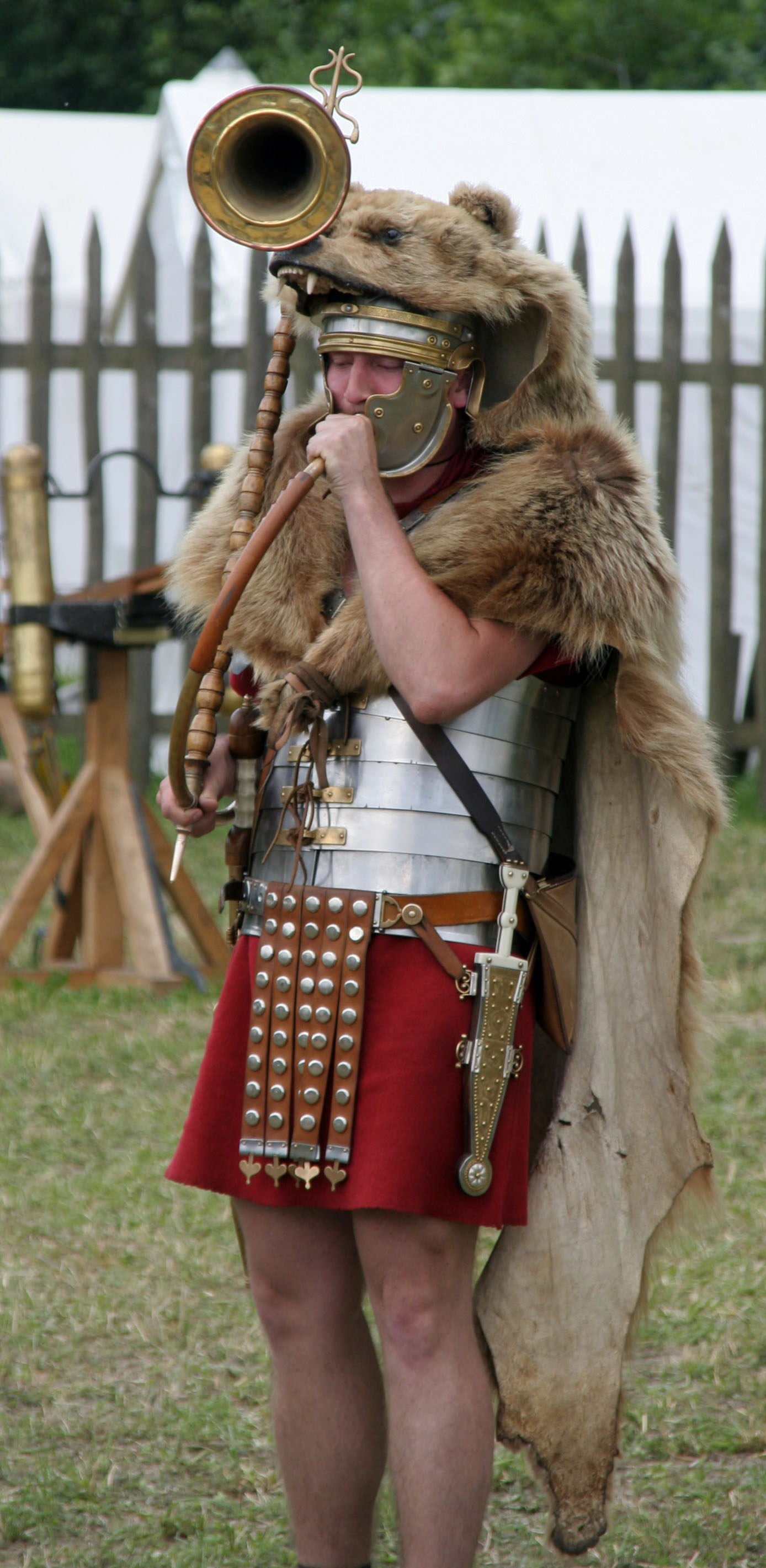
Recreació històrica de Cornicen.

Un cornu o cornum (del llatí cornū, cornum sovint traduït com cornos, i més tard recuperat com a "tuba corba") era un tipus d'instrument de coure similar a la botzina usada per l'exèrcit romà de l'Antiguitat, principalment per comunicar les ordres a les tropes en batalla. La denominació cornu és la paraula llatina que significa literalment banya.

## Descripció
L'instrument mesurava aproximadament 3 metres de longitud i presentava la forma de la lletra “G”. Es recolzava en una barra transversal que fixava l'estructura i el pes sencer de l'instrument es recolzava en l'espatlla de l'intèrpret. Dos cornu s'han conservat fins als nostres dies i pertanyen a les ruïnes de Pompeia.
El cornu era portat pel cornicen (bufador de la banya) qui codificava les ordres del general en senyals i les emetia en el camp durant les batalles. La banya dels cornicen era corbada al voltant del seu cos. L'exèrcit romà també va fer ús d'una trompeta recta anomenada tuba romana (diferent de la tuba moderna).
L'escriptor de l'Antiga Roma, Vegetius a la seva obra De Re Militari va escriure:
La música de la legió consisteix en les trompetes, els cornos i la buccina. La trompeta es toca per indicar la càrrega i la retirada. Els cornos s'utilitzen només per regular els moviments dels colors; les trompetes s'utilitzen per demanar als soldats que surtin a qualsevol treball sense els colors; però al moment de la batalla, les trompetes i els cornos sonen junts. El classicum, que és un so particular de la buccina o de la banya, és apropiat per al comandant en cap i s'utilitza en presència del general, o en l'execució d'un soldat, com a marca que el que es fa és per la seva autoritat. La guàrdia ordinària i els llocs avançats són muntats i rellevats sempre amb el so de la trompeta, que també dirigeix els moviments dels soldats en missions i els dies de maniobres. Els cornos sonen sempre que els colors hagin de romandre aturats o plantats. Aquestes regles s'han d'observar puntualment en tots els exercicis i revistes de manera que els soldats puguin estar llests per obeir-los sense vacil·lació en la batalla conforme a les ordres del general per carregar o per parar, per perseguir a l'enemic o per retirar-se. Per tant, ens convenç que el que és necessari que es realitzi en el fragor de la batalla deu ser practicat constantment en l'oci de la pau.
El cornu va ser recuperat com a "tuba corba" durant la Revolució Francesa. La tuba corba va ser utilitzada primer amb la música composta per André Grétry per a l'enterrament de Voltaire.